# Paradoxe des grains de mil
Le paradoxe des grains de mil est l'un des paradoxes posés par le philosophe antique Zénon d'Élée. Il a été rapporté par Simplicius. Zénon le proposait pour prouver que la matière ne se divise pas, afin d'accréditer la doctrine de son maître Parménide sur le monde un et continu.

## L'expérience
Zénon prend dans ses mains un tas de grains de mil. À ce moment, nous pouvons tous affirmer que ce tas est constitué de matière. Ensuite, il laisse tomber les grains un à un. Lorsqu'ils touchent le sol, étant donné qu'ils sont très fins, ils n'émettent aucun son perceptible ; ils ne sont donc pas matériels. Zénon en conclut que la matière n'est pas divisible, donc que le mouvement est impossible.

## Remarque
Zénon ne niait pas qu'il sentait un grain entre ses doigts. Mais il affirmait qu'il ne s'agissait que d'une illusion et que la seule chose qui existait était l'être.